# Josiah Harmar
Josiah Harmar (ur. 10 listopada 1753, zm. 20 sierpnia 1813) – oficer armii amerykańskiej podczas wojny o niepodległość Stanów Zjednoczonych oraz Wojny z Indianami Północnego Zachodu. 
Harmar urodził się w Filadelfii w stanie Pensylwania i tam też uczęszczał do kwakierskiej szkoły. Karierę wojskową zaczął w czasie amerykańskiej wojny rewolucyjnej, uzyskując w roku 1775 stopień kapitana. Służył pod rozkazami George'a Washingtona i Henry'ego Lee, a po zakończeniu działań – już w stopniu pułkownika – został w roku 1784 wydelegowany przez Kongres do dostarczenia ratyfikowanego Traktatu paryskiego (1783) komisarzowi Benjaminowi Franklinowi w Paryżu.
W roku 1784, jako najwyższy rangą oficer w armii, Harmar otrzymał od Kongresu polecenie objęcia dowództwa Pierwszego Pułku Amerykańskiego. W rok później podpisał Traktat z Fort McIntosh i rozpoczął budowę Fortu Harmar w pobliżu dzisiejszego miasta Marietta (Ohio). Nadzorował również budowę Fortu Steuben niedaleko Steubenville. Harmar został, w roku 1787, mianowany generałem. W dwa lata później postanowił wznieść Fort Washington w miejscu dzisiejszego Cincinnati. Fort, nazwany tak na cześć pierwszego prezydenta Stanów Zjednoczonych, miał stać na straży osad na obrzeżach Kraju Ohio. 
W 1790 roku Harmar ruszył na czele ekspecycji militarnej przeciw zamieszkującym ziemie na północ od rzeki Ohio plemionom indiańskim i Brytyjczykom, którzy mimo postanowień traktatu paryskiego nie opuścili tych terenów. Po kilku mało znaczących sukcesach jego siły, składające się z żołnierzy Pierwszego Pułku i milicji z Kentucky, zostały pokonane przez wojowników konfederacji, dowodzonych przez Małego Żółwia, w bitwie nazywanej „Klęską Harmara”, „bitwą nad Maumee”, „bitwą pod Kekionga”, albo „bitwą o wioski Miami”. Nieco później Harmar wrócił ze znaczniejszymi siłami i ponownie starał się pokonać Indian, ale bez powodzenia. W rezultacie został pozbawiony dowództwa i zastąpiony przez generała Arthura St. Claira. Na własne życzenie Harmar stanął przed sądem wojskowym, gdzie starał się odpierać oskarżenia o zaniedbania i w końcu został oczyszczony z zarzutów.
Po odejściu z wojska Harmar w latach 1793-1799 dowodził milicją stanową Pensylwanii. Zmarł w roku 1813 w swej posiadłości "The Retreat" w pobliżu Filadelfii. Został pochowany na przykościelnym cmentarzu św. Jakuba w filadelfijskiej dzielnicy Kingsessing.